# Le Klondike
Pour les articles homonymes, voir Klondike (homonymie).
Le Klondike est la cent-septième histoire de la série Lucky Luke par Morris, Yann et Jean Léturgie. Elle est publiée pour la première fois en album en 1996 n° 35. Elle est la suite de l'album le Pied-Tendre.

## Résumé
Le Klondike vit une ruée vers l'or. Jasper, le majordome de Waldo Badminton (voir Le Pied-tendre), a disparu et Waldo part à sa recherche avec Lucky Luke. Quand ils arrivent à Dawson, Soapy Smith, louche propriétaire de la ville, leur indique le lieu de prospection de Jasper, mais il ne s'y trouve pas…

## Personnages historiques
Plusieurs personnages historiques comme Jack London, Mattie Silks et Soapy Smith (et son fameux faux télégraphe) sont présents dans l'album. De plus, il y a plusieurs références à Charlie Chaplin, et en particulier à son film La Ruée vers l'or. Des photographies sont présentes à la fin de l'album pour authentifier les recherches historiques ayant précédé l'écriture de l'album.

## Source
- www.bedetheque.com, « Lucky Luke » (consulté le 16 août 2008)
- www.lucky-luke.com, « Lucky Luke » (consulté le 16 août 2008)